# Mithridate II de Parthie
Pour les articles homonymes, voir Mithridate II.
Mithridate II Arsace VIII (le Grand) est un roi de Parthie ayant régné de 123 à 88 av. J.-C. C'est sous son règne que l'empire parthe atteint sa plus vaste étendue. La monnaie frappée dans l'empire le représente avec une barbe et avec la couronne parthe étoilée.

## Biographie
Il sauve le royaume des Scythes (Saces) qui occupent la Bactriane et l'est de l'Iran et ont tué son père et prédécesseur Artaban Ier lors d'une bataille. Mithridate II étend les limites de l'Empire selon l'historien romain du IIIe siècle Justin.
Sous son règne, les relations économiques sont étroites avec la cour de Chine qui, dès 115 av. J.-C., lui envoie une ambassade.
En 97 av. J.-C., Mithridate vainc le roi Artavazde d'Arménie et conquiert 70 vallées. Le prince héritier Tigrane est pris en otage par les Parthes.
Mithridate a aussi pris part aux guerres de succession de Syrie. Il est le premier roi de Parthie à négocier avec Rome en 92 av. J.-C., qui est alors représentée par Lucius Cornelius Sulla, praetor de Cilicie.
Dans les dernières années de sa vie, il épouse Aryazate, une fille de Tigrane II d'Arménie. Avant de mourir, Mithridate II doit faire face d'une part au soulèvement d'Orodès Ier, qui est peut-être son fils, et à celui de son cousin Gotarzès Ier.